# Jean-Marc Barr
Pour les articles homonymes, voir Barr.
Jean-Marc Barr, né le 27 septembre 1960 à Bitburg (Allemagne de l'Ouest), est un acteur et réalisateur franco-américain.

## Biographie
Son père est un militaire américain, membre de l'United States Air Force, stationné en Allemagne de l'Ouest. Sa mère est française. En 1980, Jean-Marc Barr quitte les États-Unis pour la France et étudie la philosophie à la Sorbonne, puis va étudier le théâtre à Londres. En 1986, de retour en France, il débute dans de petits rôles au théâtre, à la télévision et au cinéma. Mais il est révélé dans le film Le Grand Bleu, de Luc Besson, puis il marque un tournant dans sa carrière lors de la rencontre avec Lars von Trier. Il passe derrière la caméra en 1999 en réalisant Lovers selon les principes du Dogme95, suivi par trois autres longs métrages.
On a pu également le voir incarner le « Charmless Man » dans le clip de 1995 du groupe anglais Blur.
En 2002, il préside le jury du 37e Festival international du film de Karlovy Vary. Dix ans plus tard, il fait partie du jury du 34e Festival international du film de Moscou.
Entre 2021 et 2022, et pour les besoins d'un court métrage de fiction (Le Fil) sur fond de plongée souterraine, il passe 18 mois à maîtriser les techniques de plongée souterraine afin d'interpréter lui-même les scènes tournées dans de véritables siphons. Un livre et un film documentaire, « Jean-Marc Barr ou le dépassement de soi », racontent cette aventure hors norme.

### Engagement
Jean-Marc Barr est parrain de l'association CETASEA, engagée pour la protection des mammifères marins et de leurs habitats naturels. Le projet ultime de l'association réside dans la construction dʼun centre de protection de la vie marine, appuyé par diverses animations pédagogiques. Situé dans le sud des Landes, il serait le seul en France et permettrait d’accueillir des mammifères marins blessés ou en besoin. Les sauvetages de ces animaux permettront des soins adaptés pour ainsi les réintroduire à la vie sauvage.

### Société
- Toloda est la société de production de Pascal Arnold, Jean-Marc Barr et Teddy Vermeulin[3].

Vie privée
Il se marie avec Irina Decermic, mais le couple se sépare en 2000. 
En 2014, il rencontre Stella Di Tocco au Festival d'Angers. Le 9 août 2015, le couple accueille un garçon prénommé Jude

## Filmographie

### Acteur

#### Cinéma

##### Années 1980
- 1984 : The Frog Prince de Brian Gilbert : James
- 1985 : Le Roi David (King David) de Bruce Beresford : Absalom
- 1987 : La Guerre à sept ans (Hope and Glory) de John Boorman : Bruce Carrey
- 1988 : Le Grand Bleu de Luc Besson : Jacques Mayol

##### Années 1990
- 1991 : Le Brasier d'Éric Barbier : Victor
- 1991 : Europa de Lars von Trier : Leopold Kessler
- 1992 : La Peste de Luis Puenzo : Jean Tarrou
- 1994 : Les Faussaires de Frédéric Blum : Baker
- 1994 : Le Fils préféré de Nicole Garcia : Philippe
- 1995 : Iron Horsemen de Gilles Charmant : Robert
- 1996 : Mon capitaine, un homme d'honneur (Marciando nel buio) de Massimo Spano : Silvio Roatto
- 1996 : L'Échappée belle d'Étienne Dhaene : Emmanuel Barnes
- 1996 : Breaking the Waves de Lars von Trier : Terry
- 1996 : Mo' de Yves-Noël François : Sam Follow
- 1998 : The Scarlet Tunic de Stuart St. Paul : Addy
- 1998 : Préférence de Grégoire Delacourt : Simon
- 1998 : Folle d'elle de Jérôme Cornuau : Marc
- 1998 : Ça ne se refuse pas d'Éric Woreth : Alex
- 1998 : J'aimerais pas crever un dimanche de Didier Le Pêcheur : Ben
- 1998 : St. Ives de Harry Hook : Capitaine Jacques de Keroual de Saint-Yves

##### Années 2000
- 2000 : Dancer in the Dark de Lars von Trier : Norman
- 2000 : Too Much Flesh de Pascal Arnold et Jean-Marc Barr : Lyle
- 2001 : Being Light de Pascal Arnold et Jean-Marc Barr : Jack Lesterhoof
- 2002 : Les Fils de Marie de Carole Laure : Paul
- 2002 : La Sirène rouge d'Olivier Megaton : Hugo Cornelius Toorop
- 2003 : Dogville de Lars von Trier : un gangster
- 2003 : Saltimbank de Jean-Claude Biette : Frédéric Saltim
- 2003 : Le Divorce de James Ivory : Maitre Bertram
- 2003 : Les Clefs de bagnole de Laurent Baffie : Lui-même
- 2004 : Tout près du sol (CQ2) de Carole Laure : Steven
- 2005 : Crustacés et Coquillages d'Olivier Ducastel et Jacques Martineau : Didier
- 2005 : Manderlay de Lars von Trier : M.. Robinsson
- 2005 : Tara Road de Gillies MacKinnon : Andy
- 2006 : Le Direktør de Lars von Trier : Spencer
- 2007 : Parc d'Arnaud des Pallières : Paul Marteau
- 2008 : La Maison Nucingen de Raoul Ruiz : William Henry James III
- 2008 : Baby blues de Diane Bertrand : Dan
- 2009 : La Femme de l'anarchiste (The Anarchist's Wife) de Peter Sehr : Pierre
- 2009 : Non ma fille, tu n'iras pas danser de Christophe Honoré : Nigel

##### Années 2010
- 2010 : La Cité de Kim Nguyen : Max Orswell
- 2011 : Les Yeux de sa mère de Thierry Klifa : Jean-Paul Tremazan
- 2011 : American Translation de Pascal Arnold et Jean-Marc Barr : William
- 2011 : Practical Guide to Belgrade with Singing and Crying de Bojan Vuletic : Brian
- 2012 : E la chiamano estate de Paolo Franchi : Dino
- 2012 : Boulevard Movie (court métrage) de Lucia Sanchez
- 2013 : Vandal d'Hélier Cisterne : Paul
- 2013 : Big Sur de Michael Polish : Jack Kerouac
- 2013 : Nymphomaniac de Lars von Trier : Le débiteur
- 2014 : Le Dernier Mirage de Nidhal Chatta : Justin Livingstone
- 2017 : La Particule humaine de Semih Kaplanoğlu : Erol Erin
- 2017 : Après la guerre de Annarita Zambrano : Jérôme
- 2018 : L'Homme dauphin (documentaire) de Lefteris Charitos : voix
- 2018 : The Cellar d'Igor Voloshin : Milan

##### Années 2020
- 2020 : Garçon chiffon de Nicolas Maury : Le réalisateur
- 2023 : The Pod Generation de Sophie Barthes : Fondateur de Pegazus
- 2023 : Les Indociles de Pascal Arnold et Jean-Marc Barr : Monsieur Verger

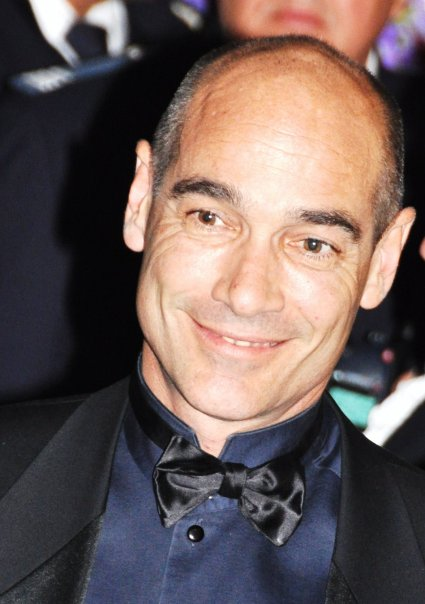
Jean-Marc Barr au festival de Cannes 2002.

#### Télévision

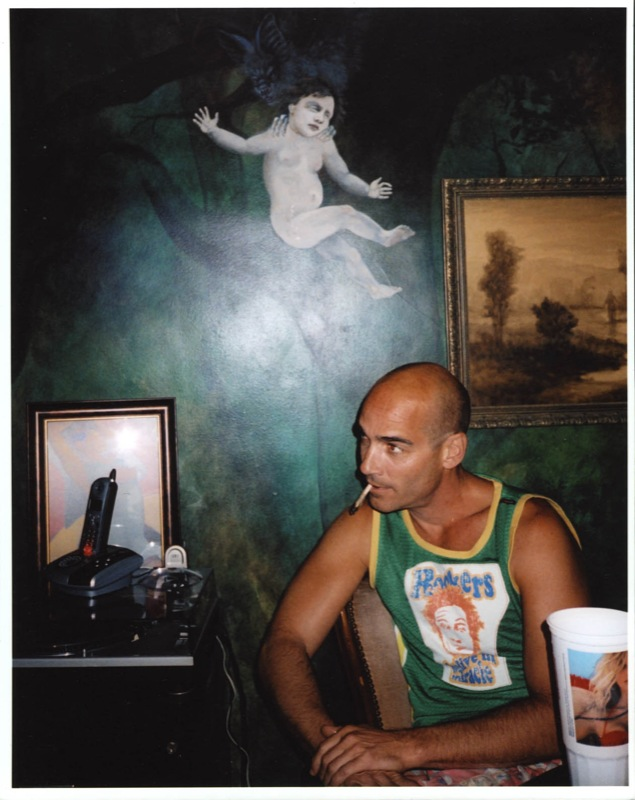
Jean-Marc Barr en 2006.

- 1985 : Going for the Gold: The Bill Johnson Story, de Don Taylor : Scott
- 1986 : Hôtel du Lac, de Giles Foster : Alain
- 1996 : Cap Danger (Lifeline), téléfilm de Fred Gerber : Patrick LeMay
- 1997 : Les Infidèles, de Randa Chahal Sabbagh : Farid
- 2005 : Vénus et Apollon (1 épisode) : Vincent
- 2007 : Martin Paris, de Douglas Law : Martin
- 2011 : Le Repaire de la vouivre, de Edwin Baily : Paul Pratt
- 2011 : XIII, la série (saison 1) : prêtre
- 2011-2016 : Deux flics sur les docks : Faraday
- 2018 : Bad Banks (série) de Christian Schwochow : Robert Khano
- 2018 : Il miracolo (mini-série) de Niccolò Ammaniti : chanteur lyrique
- 2020 : Little Birds
- 2021 : La Corde (mini-série) de Dominique Rocher
- 2021 : Je te promets (saison 2 épisode 3) sur TF1
- 2024 : Rivages de David Hourrègue : André
- 2024 : Anthracite : Solal Heilman (mini-série)
- 2025 : Joseph de Lucien Jean-Baptiste
- 2025 : Meurtres en dentelles d'Adeline Darraux : capitaine Antoine Duprat

#### Clip
- 1995 : Charmless Man de Blur

### Réalisateur et producteur
- 1999 : Lovers
- 2000 : Too Much Flesh
- 2001 : Being Light
- 2006 : Chacun sa nuit
- 2011 : American Translation
- 2012 : Chroniques sexuelles d'une famille d'aujourd'hui
- 2023 : Les Indociles

### Producteur
- 2013 : Doutes d'Yamini Lila Kumar

## Publication
- Jean-Marc Barr (photos) et Pascal Arnold (texte), Instantanés, Paris, Éditions Gallimard Loisirs, coll. « Albums hors série », 2009, 144 p. (ISBN 9782742426003)
- Rémi Bouchard, Jean-Marc Barr ou le dépassement de soi, collection "Des sources et des Hommes", 230 pages, textes et près de 400 photos  (ISBN 9782959000317)

## Photographie
- Exposition Instantanés, organisée à la Galerie Etienne de Causan (Rue de Seine, Paris) en juin 2010.
- Exposition Solitudes, organisée à Paris en octobre 2010, retrace 25 ans de photographie de Jean-Marc Barr[4].

## Théâtre
- 1992 : Le Chevalier d'Olmedo de Lope de Vega, mise en scène Lluís Pasqual, Festival d'Avignon, Odéon-Théâtre de l'Europe
- 1993 : Le Chevalier d'Olmedo de Lope de Vega, mise en scène Lluís Pasqual, Théâtre des Treize Vents

## Distinctions

### Nomination
- César 1989 : César du meilleur acteur pour Le Grand Bleu